# Thomas Parker (1. hrabia Macclesfield)
Thomas Parker (ur. 23 lipca 1666 w Staffordshire, zm. 28 kwietnia 1732) – brytyjski polityk związany ze stronnictwem wigów,  1. hrabia Macclesfield.

## Wczesne lata życia i początki kariery politycznej
Był synem Thomasa Parkera, prawnika w Leek. Wykształcenie odebrał w Adams' Grammar School oraz w Trinity College na Uniwersytecie Cambridge. W 1691 r. rozpoczął praktykę adwokacką. W 1705 r. został wybrany do Izby Gmin jako reprezentant okręgu Derby. W 1710 r. został najwyższym sędzią Sądu Ławy Królewskiej i brał udział w procesie Henry'ego Sacheverella.
W 1713 r. został członkiem Royal Society. Doprowadził do utworzenia szkoły w swoim rodzinnym Leek. W 1714 r. został podniesiony do godności para jako baron Parker of Macclesfield i zasiadł w Izbie Lordów. Po śmierci królowej Anny, zanim jej następca Jerzy I przybył z Niemiec do Wielkiej Brytanii, Parker sprawował funkcję regenta Królestwa. Urząd ten sprawował do 18 września. W 1718 r. wygłosił w imieniu króla mowę tronową w Izbie Lordów, gdyż monarcha nie znał języka angielskiego.

## Szczyt kariery i upadek
Ciesząc się poparciem króla, Parker został w 1718 r. Lordem Kanclerzem oraz otrzymał dożywotnią pensję. W 1721 r. otrzymał tytuły hrabiego Macclesfield i wicehrabiego Parker. W 1724 r. pojawiły się pierwsze pogłoski o nieprawidłowościach finansowych, za które odpowiadał Kanclerz. W 1725 r. Macclesfield został postawiony w stan oskarżenia w trybie impeachment i był sądzony przez Izbę Lordów. Został jednogłośnie uznany winnym korupcji, a kwotę przyjętych przezeń łapówek oceniono na ponad 100 tysięcy ówczesnych funtów.
Macclesfield został pozbawiony wszelkich urzędów. Jego nazwisko wykreślono z akt Tajnej Rady. Jego majątek, jako pochodzący głównie z korupcji, został skonfiskowany. Macclesfielda obciążono grzywną w wysokości 30 000 funtów i osadzono w Tower of London, do czasu wpłacenia kwoty. Ostatnie lata Macclesfield spędził w zamku Shirburn, gdzie po swojej śmierci został pochowany.
Od 1691 r. był żonaty z Janet Carrier (zm. 23 sierpnia 1733), córką Charlesa Carriera. Tytuły parowskie odziedziczył ich najstarszy syn, George.